# Daveluyville
Pour les articles homonymes, voir Daveluy.
Daveluyville est une ville du Québec (Canada), située dans la municipalité régionale de comté d'Arthabaska, dans la région administrative du Centre-du-Québec.

## Toponymie
La ville tire son nom de son fondateur, Adolphe Daveluy (1841-1915), un riche marchand local et un important propriétaire terrien.

## Histoire

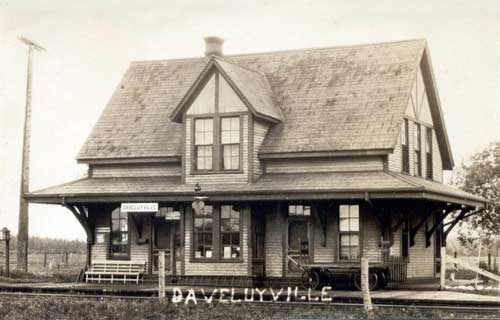
Gare de Daveluyville vers 1920

- 8 avril 2000 : Daveluyville change son statut pour celui de ville[2].
- 3 novembre 2013 : Antoine Tardif devient le plus jeune maire de la municipalité à l'âge de 23 ans[3].
- 9 mars 2016 : La municipalité de Sainte-Anne-du-Sault se regroupe avec la ville de Daveluyville, à la suite de la publication dans la Gazette officielle du Québec.[4]

## Géographie
La ville est située à proximité de l'autoroute 20 entre Montréal et Québec.
La rivière Bécancour délimite le nord de son territoire en coulant vers l'ouest.
Une chute sépare la ville de Daveluyville et Maddington Falls.
À partir de son crénon, dans le sud, la rivière du Portage coule vers le nord-ouest jusqu'à sa confluence avec la rivière Bécancour.
À partir de son crénon, dans le sud, la rivière Blanche coule vers l'ouest.

## Démographie

### Sainte-Anne-du-Sault
| 2001  | 2006  | 2011  | 2016  |
| ----- | ----- | ----- | ----- |
| 1 371 | 1 315 | 1 268 | 1 290 |

### Daveluyville
| 2016  | 2021  |
| ----- | ----- |
| 2 255 | 2 360 |

## Administration
Les élections municipales se font en bloc pour le maire et les six conseillers.
| Daveluyville Maires depuis 2001                                                                                      |                  |                                                                               |          |
| Élection | Maire            | Qualité                                                                       | Résultat |
| 2001 | Normand Beaudoin |                                                                               | Voir     |
| 2005 | Normand Beaudoin | Voir                                                                          |          |
| 2009 | Gilles Labarre   |                                                                               | Voir     |
| 2013 | Antoine Tardif   |                                                                               | Voir     |
| 2016 | Ghislain Noël    | Maire de Sainte-Anne-du-Sault, nommé maire à la création de la nouvelle ville | Voir     |
| 2017 | Ghislain Noël    | Maire de Sainte-Anne-du-Sault, nommé maire à la création de la nouvelle ville | Voir     |
| 2021 | Mathieu Allard   |                                                                               | Voir     |
| Élection partielle en italique Depuis 2005, les élections sont simultanées dans toutes les municipalités québécoises |                  |                                                                               |          |

## Événements
Depuis 2022, la ville de Daveluyville organise les Jeudis Micros durant l'été, pendant lesquels des artistes sont invités pour se produire en spectacle.

## Éducation
- École primaire: École Notre-Dame de l'Assomption
- École secondaire: École secondaire Sainte-Anne

## Tourisme
- Tournois provinciaux de hockey Peewee et Bantam.
- Exposition de voitures anciennes à chaque année.
- Festival country western de Daveluyville.
- Les Jeudis Micros (3 jeudis en mai juin et juillet)
- Les balades gourmandes (octobre)
- Terrain de Disc Golf Le Daveluy (Parc Lamy)

## Économie
Son économie se concentre surtout autour de l'industrie du bois (sciage et transformation) et du textile. Daveluyville est une plaque tournante du commerce d'antiquités au Québec.